# Spectravideo SV-318, SVI-318 MKII
| Spectravideo SV-318, SVI-318 MKII                                                                         |
| Spectravideo-Logo · SV-318                                                                                |
| Hersteller                                                                                                |
| Spectra-Video, Inc.                                                                                       |
| Hauptentwickler                                                                                           |
| Bondwell Holding Ltd., Microsoft Corp., ASCII Corp.                                                       |
| Verkaufsstart und Neupreis SV-318                                                                         |
| Ende 1983 für 299 US-Dollar Anfang November 1983 für 199 £ Ende 1983 für 888 DM                           |
| Verkaufsstart und Neupreis SVI-318 MKII                                                                   |
| Oktober 1984 für 698 DM                                                                                   |
| Einstellung der Produktion SV-318                                                                         |
| 1984 |
| Einstellung der Produktion SVI-318 MKII                                                                   |
| 1985 |
| Hauptprozessor                                                                                            |
| Zilog Z80 @ 3,6 MHz                                                                                       |
| Arbeitsspeicher ab Werk                                                                                   |
| 16 KB RAM, 16 KB Video-RAM                                                                                |
| Grafikausgabe                                                                                             |
| Text und diverse Grafikmodi 32 monochrome Sprites Farbauswahl aus einer Palette von 16 Farben             |
| Tonausgabe                                                                                                |
| Drei Tongeneratoren Tastaturklick                                                                         |
| Lieferumfang SV-318                                                                                       |
| Computer, Netzteil, TV-Modulator, Antennenkabel, Antennenschaltbox, Anleitung, Styroporinlays, Verpackung |
| Lieferumfang SVI-318 MKII                                                                                 |
| Computer, Netzteil, Antennenkabel, 2 deutsche Anleitungen, Styroporinlays, Verpackung                     |

Der Spectravideo SV-318 ist ein Heimcomputer des US-amerikanischen Herstellers Spectra-Video, Inc. Er basiert auf dem Mikroprozessor Z80 von Zilog.
Das Gerät wurde als preiswerte Alternative zu den erfolgreichen Heimcomputern Atari 400, Commodore VC 20 und Texas Instruments TI-99/4A konzipiert und kam Ende 1983 in den Handel. Nach anfänglichen Lieferproblemen in Nordamerika konnten schließlich durch die weltweite Vermarktung – auch mithilfe des 1984 erschienenen technisch überarbeiteten Modells Spectravideo SVI-318 MKII – erwähnenswerte Marktanteile gewonnen werden. Die Produktion des SV-318 wurde nach der Insolvenz des Herstellers und nach Übernahme durch Bondwell Holding Ltd. Anfang 1985 eingestellt.
Unmittelbar nach der Vorstellung des Computers auf der Consumer Electronics Show im Januar 1983 fielen die Kritiken der Fachpresse überwiegend positiv aus. Hervorgehoben wurden die Erweiterbarkeit, das leistungsfähige Spectravideo-BASIC und die Fähigkeit, CP/M-Programme ausführen zu können. Weniger gut aufgenommen wurden die für Anwendungszwecke wenig geeignete Gummitastatur, fehlerhafte Anleitungen und die Lieferprobleme in Nordamerika. Das Gerät gilt als unmittelbarer Vorläufer und Wegbereiter des MSX-Standards.

## Geschichte
Der ehemalige Uhrenimporteur und mittlerweile erfolgreiche Joystick- und Videospielehersteller Spectra-Video, Inc. (alternative Schreibweise Spectra Video Inc. oder kurz Spectravideo) beschloss Anfang 1982, einen eigenen Heimcomputer für das Niedrigpreissegment zu entwickeln. Im Gegensatz zu den Geräten der Konkurrenz wie etwa dem Atari 400 und dem Commodore VC 20 mit ihren speziellen integrierten Schaltkreisen, den Custom Chips, sollte der zu konstruierende Rechner ausschließlich bereits vorhandene und in größeren Stückzahlen produzierte elektronische Standardbauteile beinhalten. Dies versprach eine kostengünstige Entwicklung und zugleich einen niedrigen und somit konkurrenzfähigen Verkaufspreis im prosperierenden amerikanischen Heimcomputermarkt.

### Entwicklung
Bei einem anvisierten Verkaufspreis von 100 US-Dollar durften aus wirtschaftlichen Gründen die Herstellungskosten 30 US-Dollar nicht überschreiten, weshalb für den zu konstruierenden Rechner nur eine 8-Bit-Architektur in Frage kam. Die Wahl der Verantwortlichen fiel auf den zu dieser Zeit beliebten und günstigen Mikroprozessor Z80 von Zilog. Als Tonerzeugungsbaustein wurde der häufig in zeitgenössischen Systemen eingesetzte AY-3-8910 von General Instrument ausgewählt, zur Grafikerzeugung ein bereits im TI-99/4A verbauter und damit bewährter Chip von Texas Instruments. Die Entwicklung hatte Spectra-Video, Inc. dem bereits durch enge Zusammenarbeit im Uhrensektor bekannten Partnerunternehmen Bondwell Holding Ltd. aus Hongkong übertragen, dem auch die spätere Herstellung obliegen sollte.

#### Zusammenarbeit mit Microsoft
Zur Programmierung des Geräts wählte man wie bei vielen anderen zeitgenössischen Computern auch die Interpretersprache BASIC. Die Wahl des BASIC-Dialektes fiel dabei auf den des Marktführers Microsoft. Durch Einbeziehung dieses etablierten Namens erhoffte man sich erhöhte Absätze im hart umkämpften US-Heimcomputermarkt. Im September 1982 schließlich kam der Kontakt mit dem aus Japan stammenden Vizepräsidenten von Microsoft, Kazuhiko Nishi, zustande. Dieser erkannte das Potential des Rechners für sein bereits seit längerem verfolgtes Ziel, einen weltweiten Heimcomputerstandard unter Federführung von Microsoft zu schaffen. Mit Hinblick auf diesen angedachten Einsatz überarbeitete Nishi die Spectravideo-Hardware: Das Platinenlayout wurde verbessert, der Festwertspeicher für Systemsoftware und BASIC erhöht, das Ansteuern externer elektronischer Geräte ermöglicht und die Tastatur angepasst. Allerdings stiegen durch diese Änderungen die Produktionskosten von den veranschlagten 90 auf 250 DM, ließen dafür aber einen Einsatz des Geräts für Büroanwendungen zu und vergrößerten damit den potentiellen Käuferkreis.
Nachdem erste Prototypen bis zum Winter 1982 fertiggestellt worden waren, bereiste Nishi mit einem dieser Geräte Japan, um dort für den von ihm angestrebten Heimcomputer-Standard zu werben. Er stieß mit seinem Ansinnen und der Spectravideo-Hardware auf großes Interesse, denn eine solche Vereinheitlichung war in Japan sowohl politisch als auch wirtschaftlich gewollt, bislang aber an fehlenden konkreten Vorschlägen gescheitert. Etwa zur selben Zeit erfolgte zusammen mit dem japanischen Partnerunternehmen ASCII Corporation unter dem Codenamen „Cornflake“ die Erstellung der dem geplanten Standard zugehörigen Programmiersprache. Darin wurden die leistungsfähigsten Merkmale von Microsofts Extended Color BASIC mit denen ihres GW-BASIC für IBM Personal Computer vereint.

Bondwell Holding Ltd.
Microsoft Corp. (Logo von 1982 bis 1987)
ASCII Corp.

#### Abweichung vom MSX-Standard, Einführung zweier Geräteklassen und Veröffentlichung
Durch die vielen von Nishi eingebrachten Änderungen befürchtete Spectravideo, zur Herstellung des Computers Lizenzen von Microsoft erwerben zu müssen. Zur Vermeidung der damit verbundenen Gebühren wurde daraufhin – mit Einwilligung Nishis – der SV-318 abweichend zum späteren MSX-Standard gebaut. Diese Unterschiede finden sich in den Ein-/Ausgabeschnittstellen und den Abmessungen des Steckmodulschachtes. Hinzu kommen Modifikationen an der Systemsoftware, d. h. am Betriebssystem und der nun Spectravideo BASIC genannten eingebauten höheren Programmiersprache. Die Änderungen erfolgten jedoch dergestalt, dass die vollständige Kompatibilität zu den MSX-Spezifikationen später vom Käufer durch einen leicht nachrüstbaren Adapter hergestellt werden können sollte. Da man zudem nicht von der ursprünglichen Idee eines Einsteigercomputers abrücken wollte, entschied man sich kurzerhand für den Bau zweier verschieden konfigurierter Computer: ein für den Büroeinsatz vorgesehenes hochwertiges Modell in Form des Spectravideo SV-328 mit mechanischen Tasten sowie 80 KB Arbeitsspeicher und eine abgerüstete Variante für Unterhaltungszwecke mit nur 32 KB Arbeitsspeicher, Gummitastatur und eingebautem Steuerknüppel – den preiswerten Spectravideo SV-318.
Die für die Vorweihnachtszeit 1982 geplante Veröffentlichung konnte durch Verzögerungen seitens Microsoft bei der Auslieferung des BASIC nicht eingehalten werden und musste auf Anfang 1983 verschoben werden. Der Rechner wurde daraufhin bei nächstbester Gelegenheit, im Rahmen der Winter CES im Januar 1983 der Weltöffentlichkeit vorgestellt. Die in der Modellbezeichnung SV-318 enthaltene Zahl basiert dabei vermutlich auf chinesischer Numerologie, in der insbesondere die Ziffer 8 eine hervorgehobene Bedeutung innehat.

### Vermarktung
Wie andere Hersteller auch warb Spectravideo für seinen neuen Computer auf Ausstellungen und in populären Computermagazinen. Dabei hob man insbesondere die Leistungsfähigkeit und die umfangreichen Optionen zur Erweiterung hervor, die immer wieder neue Nutzungsmöglichkeiten für den Computer eröffnen würden („Computer systems you’ll grow into, not out of it.“). Daneben betonten die teils mehrseitigen großformatigen Werbeanzeigen ausdrücklich die Zukunftsfähigkeit des Systems, das neue Standards setzen würde, ohne auf die damit gemeinten MSX-Spezifikationen näher einzugehen („While other computer companies are busy setting new prices Spectravideo is busy setting new standards.“). Zudem stellte man den Redaktionen der Fachpresse frühzeitig Geräte zu Testzwecken zur Verfügung, wovon man sich im Gegenzug positive Kritiken und Kaufempfehlungen versprach.

#### Einführung und Lieferschwierigkeiten

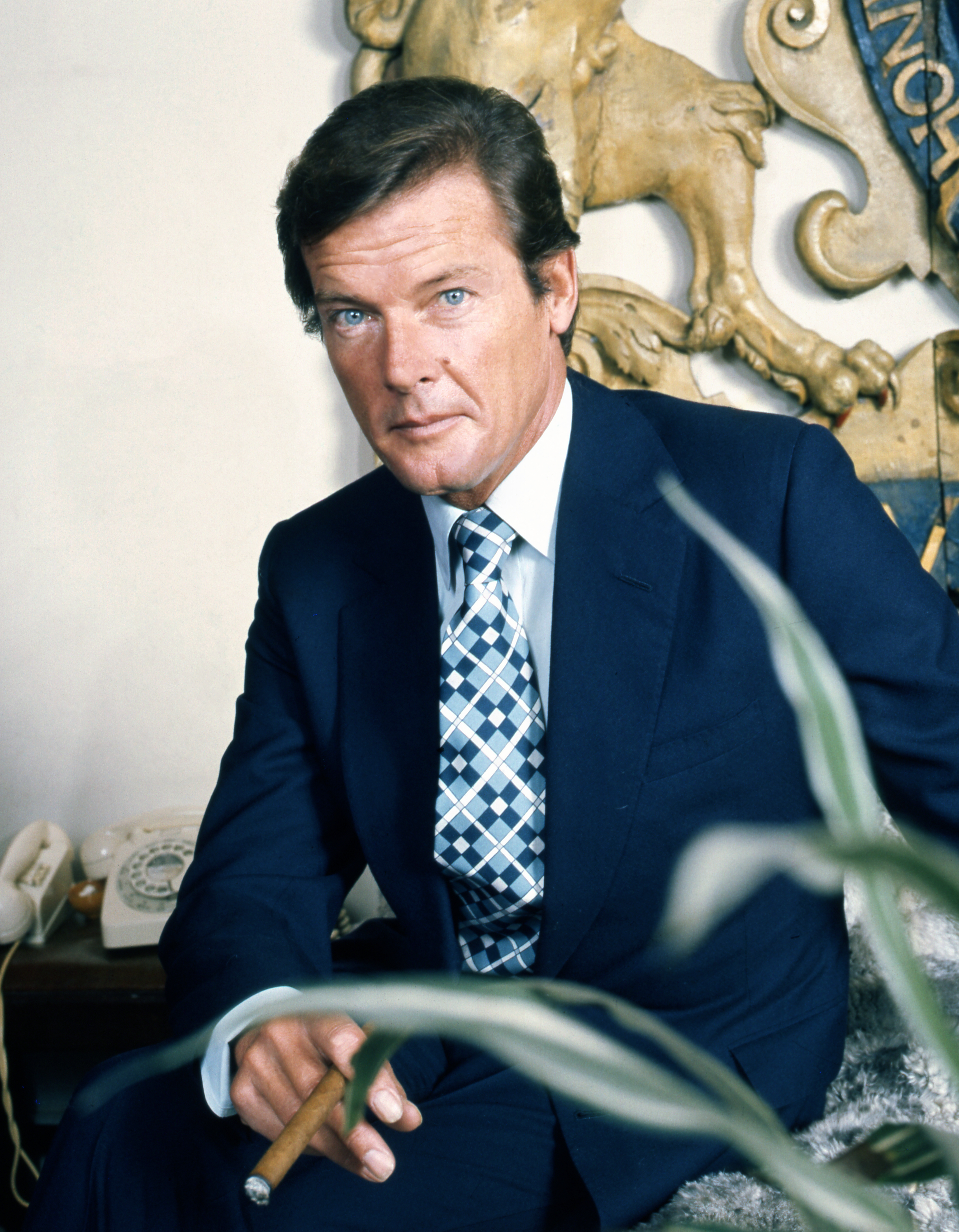
Roger Moore (1973)

Die erstmals auf der Winter CES 1983 verkündete unverbindliche Preisempfehlung lag bei 299,95 US-Dollar. Der für Ende März 1983 vorgesehene Verkaufsstart konnte wegen Lieferschwierigkeiten nicht eingehalten werden. Vermutlich verbunden mit diesem Umstand kam es nur wenig später zum Bruch mit einem der größten Geldgeber: Trotz der erst kurz zuvor eingegangenen japanischen Lizenzierungszusage für die Hardware von Spectravideo zog sich der Investor Trading Industries USA im Mai 1983 völlig unerwartet zurück. Begleitet von Massenentlassungen und einer Verlegung der US-amerikanischen Firmenzentrale erfolgte kurz darauf die Umwandlung von Spectravideo in eine Aktiengesellschaft. Mithilfe frischen Kapitals wurden weitere umfangreiche Werbekampagnen angestoßen. So engagierte Spectravideo den populären James-Bond-007-Darsteller Roger Moore ab Oktober 1983 über einen Zeitraum von zwei Jahren hinweg als öffentlichkeitswirksamen Werbeträger. Allein die Gage betrug etwa zwei Millionen US-Dollar. Weil zur selben Zeit der Ausbau des Vertriebsnetzes vernachlässigt wurde, gelang es nicht, die nach wie vor von der Presse beklagten Lieferengpässe abzubauen.
Die ersten Geräte kamen Ende 1983 in den Handel. Die auf Kostenminimierung bedachte Vermarktung erfolgte wenig später ausschließlich über große Einzelhandelsketten, Fachhändler blieben gänzlich außen vor. Neben dem eigentlichen Computer war ab Veröffentlichung auch eine Vielzahl von Peripherie- und Erweiterungsgeräten im Verkaufssortiment vorgesehen. Wie von Commodore erstmals praktiziert, setzte man auch bei Spectravideo gezielt auf die Inkompatibilität des SV-318 zu Peripheriegeräten anderer Hersteller. Damit waren die Käufer gezwungen, beispielsweise den zur Datensicherung benötigten Datenrekorder von Spectravideo zu erwerben.

#### Internationaler Vertrieb, SVI-Logo und Überarbeitung
Obwohl die Lieferschwierigkeiten auf dem US-amerikanischen Markt anhielten, forcierte Spectravideo die internationale Vermarktung. Dabei bediente man sich einer bereits Anfang 1982 in Hongkong für den weltweiten Vertrieb von Joysticks und Spielen gegründeten Tochterfirma, die Ende 1982 in Spectravideo International Ltd. (alternative Schreibweise ebenfalls Spectravideo) umbenannt wurde. Diese selbst trat jedoch nicht als Verkäufer in Erscheinung, sondern übertrug den Vertrieb jeweils regionalen Distributoren.
Für den deutschsprachigen Raum fungierte die Firma Bernd Jöllenbeck GmbH ab Mitte 1983 als Generalimporteur für Spectravideos Heimcomputer. Der unverbindliche Verkaufspreis für den SV-318 in Höhe von 888 DM war bereits im April 1983 auf der Hannover-Messe verkündet worden. Erste Auslieferungen der Geräte erfolgten – wie in den anderen europäischen Ländern auch – jedoch erst gegen Ende 1983. In Großbritannien konnte der Rechner dann zum Nettopreis von 199 britischen Pfund (CK Computers) erworben werden, in Frankreich kostete er bei seiner nur wenig späteren Einführung 2980 Franc (Valric-Laurene). Der italienische Distributor Comtrad S.r.l. entschied sich für einen Verkauf ausschließlich als Bündelangebot mit der Datasette SV-903 und zwei Programmen für insgesamt 720.000 Lira. Daneben kam der SV-318 ebenso in den skandinavischen Ländern Schweden (Ronex AB/Televerket, 3990 schwedische Kronen), Norwegen und Finnland (Teknopiste) in den Handel. Aber auch außerhalb Europas und der USA wie beispielsweise in Australien (Videoactiv, ab März 1984 durch Rose Music Pty. Ltd.), Neuseeland (Computer South, 899 NZ$) und Südafrika konnte der Rechner im lokalen Computerhandel bezogen werden. In diesen Zeitraum fällt auch die erste Verwendung des Markenzeichens SVI mit dem dazugehörigen Logo.

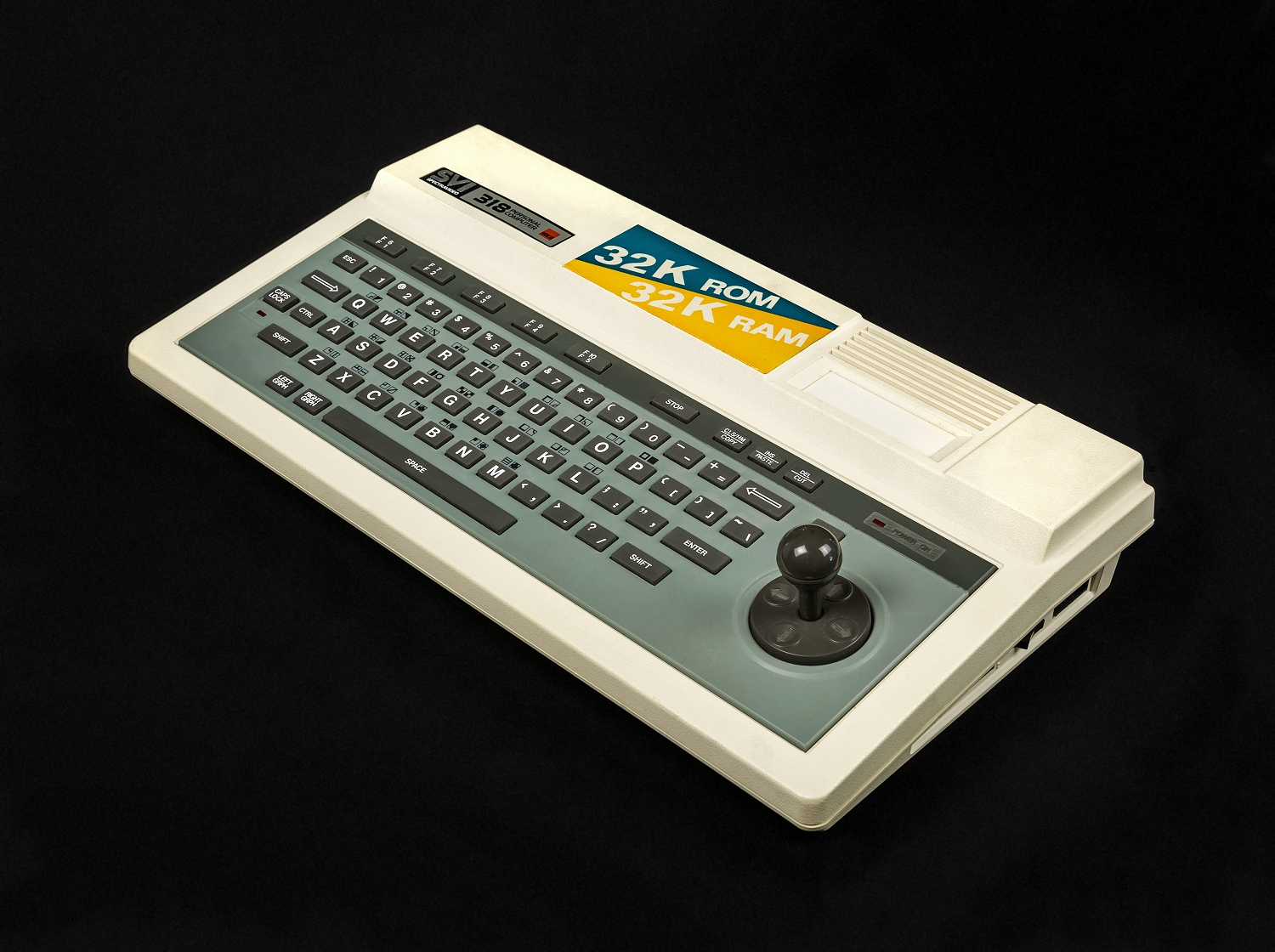
SVI-318 MK II

Wegen schlechtgehender Verkäufe kündigte Spectravideo auf der Winter CES im Januar 1984 die Einstellung der US-amerikanischen Aktivitäten an. Daneben wurde ein revisioniertes Modell des SV-318 für die verbleibenden Märkte vorgestellt. Die überarbeitete Version mit neuem SVI-Logo und dem angehängten Namenskürzel MKII (Abk. für engl. Mark II, zu deutsch Modell II) enthielt einen integrierten HF-Modulator sowie einen neuen elektronischen Spezialbaustein nebst darauf abgestimmter Hauptplatine. Der in ULA-Technologie gefertigte Chip vereinte vormalige Einzelbauelemente in sich, was die Herstellungskosten und damit den Preis des Computers zu reduzieren half. Der SVI-318 MKII wurde in Deutschland erstmals auf der Düsseldorfer HiFi-Video-Messe Ende August 1984 vorgestellt und war nur wenig später im Oktober 1984 für 698 DM erhältlich.

#### Übernahme durch Bondwell
Trotz der gutgehenden Geschäfte in den außeramerikanischen Märkten geriet Spectravideo im Laufe des Jahres 1984 erneut in finanzielle Schwierigkeiten. Die ausstehenden Schulden bei über 200 Gläubigern beliefen sich mittlerweile auf 2,6 Millionen US-Dollar und konnten von Spectravideo nicht mehr bedient werden. Bondwell übernahm daraufhin im November 1984 die Mehrheit der Aktienanteile, die Leitung der Geschäfte und traf neue Vereinbarungen zum Begleichen der Schulden. 1985 schließlich wurde die Niederlassung in den USA aufgegeben und sämtliche Warenzeichen an den Mehrheitseigner aus Hongkong übertragen.
Im Jahr 1985 betrug der Marktanteil von Spectravideos Computern SV-318 (MKII) und SV-328 (MKII) zusammen in einigen Ländern bis zu zehn Prozent, was beispielsweise für Schweden etwa 15.000 Geräten entsprach. Den Angaben der Spectravideo-Gründer zufolge soll der Marktanteil teilweise sogar bei bis zu 15 Prozent gelegen haben. In der auf Händlerumfragen basierenden Bestsellerliste des auflagenstarken deutschen Computermagazins Chip sind die Computer SV-318 und SV-328 von der ersten Datenerhebung im November 1983 bis zum August 1984 vertreten. Die Positionierung bewegt sich dabei großteils im Bereich um den 10. Platz, die höchste Platzierung auf Position 5 wurde im Februar 1984 erreicht. Weltweite Verkaufszahlen sind nicht bekannt.

Typenschilder der Computer Spectravideo SV-318 und SVI-318 MKII

| Zeitraum    | 1983     | 1983     | 1984   | 1984    | 1984 | 1984  | 1984 | 1984 | 1984 | 1984   | 1984         |
| Zeitraum    | November | Dezember | Januar | Februar | März | April | Mai  | Juni | Juli | August | ab September |
| Platzierung | 10       | >10      | 10     | 5       | 9    | >10   | 10   | >10  | >10  | 9      | >10          |

## Technische Details

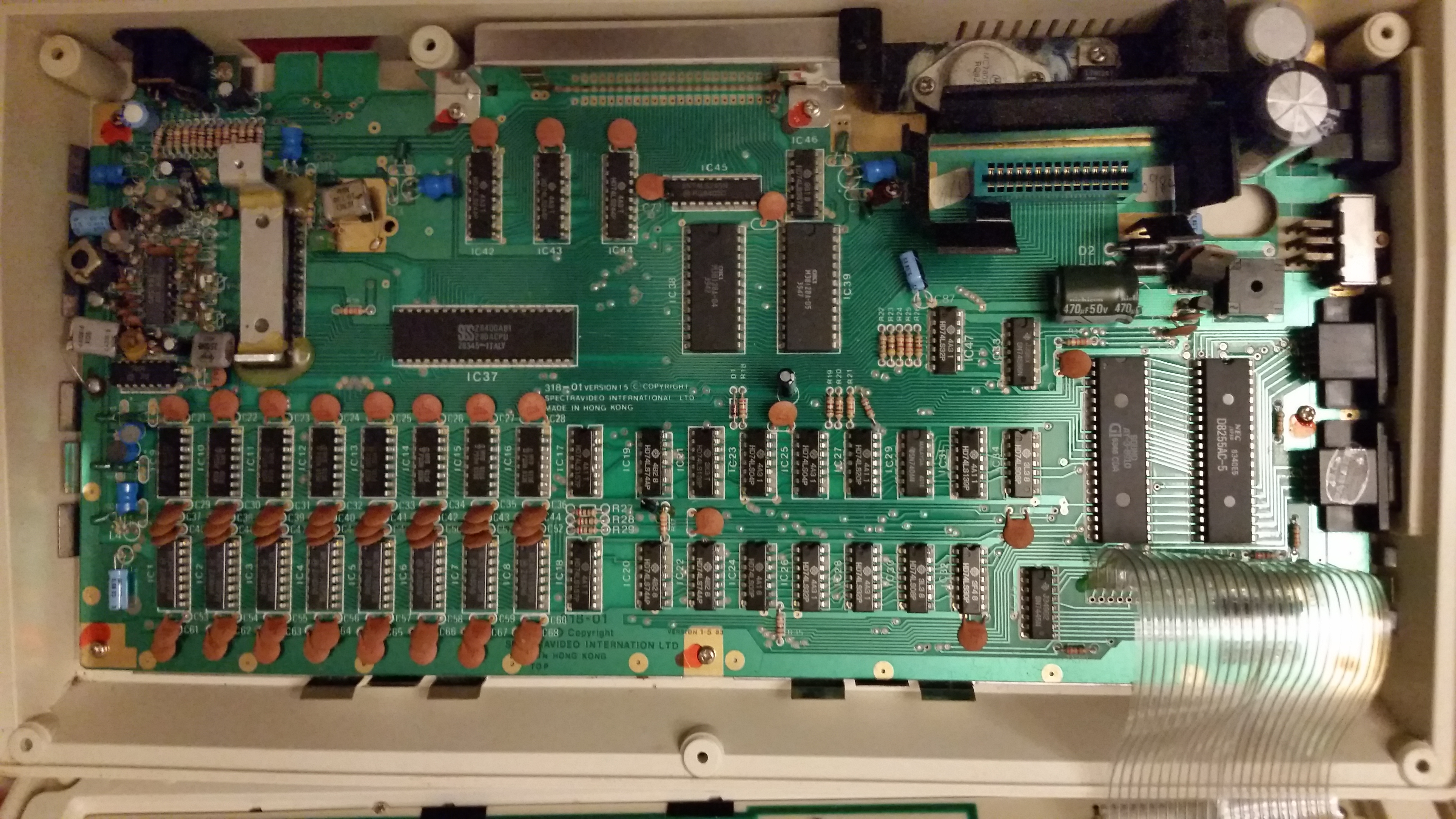
SV-318 Hauptplatine

Das Gehäuse des SV-318 enthält eine Platine mit der Rechen- und Speicherbaugruppe, den Peripherieanschlüssen, dem nach außen geführten Systembus für Erweiterungen, dem Modulschacht und der Spannungsregelung für das externe Netzteil. Die darauf befindlichen elektronischen Hauptbestandteile sind die Z80-CPU (Abkürzung für englisch central processing unit), der Videoprozessor, der Tonerzeugungsbaustein, die Ein-/Ausgabeeinheiten und der Arbeitsspeicher für CPU (kurz RAM für englisch random-access memory) und Videoprozessor (kurz VRAM für englisch video random-access memory). Der Festwertspeicher ist auf einer gesteckten Nebenplatine untergebracht. Beim neueren SVI-318 MKII sind zwei Platinen verbaut: der Festwertspeicher sowie der HF-Modulator sind in die größere der beiden Leiterplatten integriert, die kleinere Platine enthält die Spannungsregelungsbaugruppe.
Der Spectravideo SV-318 verfügt im Gegensatz zu etwa Atari 400 und Commodore 64 über keine eigens für ihn konstruierten integrierten Schaltkreise. Vielmehr werden ausschließlich elektronische Bestandteile verwendet, die auch in Geräten anderer Hersteller Verwendung finden und somit im weitesten Sinne als Standardbauteile bezeichnet werden können. Beispielsweise ist der Grafikchip TMS9918A in seinen verschiedenen Varianten in den Spielekonsolen ColecoVision und Sega SG-1000/SC-3000, in den Heimcomputern Texas Instruments TI-99/4A und der Memotech-MTX-Reihe sowie in allen Geräten der ersten MSX-Generation enthalten. Im revisionierten Modell SVI-318 MKII kommt dagegen ein spezieller in ULA-Technologie gefertigter Baustein zum Einsatz, der vormalige kleinere Einzelelemente zusammenfasst. Er lässt die Leistungsmerkmale des Computers unberührt, erlaubte aber eine kosteneffizientere Herstellung des Computers.

### Hauptprozessor
Die Systemarchitektur der SV-318-Computer basiert auf dem Z80-Mikroprozessor von Zilog in der mit 3,6 MHz getakteten Variante. Diese Z80A-CPU kann auf einen Adressraum von 65536 Byte zugreifen, was auch die theoretisch mögliche Obergrenze des Arbeitsspeichers von 64 Kilobytes (KB) festlegt. Durch Speicherbankumschaltung ist es möglich, auch mehr als 65536 verschiedene Byte durch aufeinanderfolgendes Einblenden weiterer Bausteine für Arbeits- und Festwertspeicher anzusprechen. Die CPU hat keinen direkten Zugriff auf den Arbeitsspeicher des Videoprozessors.

### Speicher und Speicheraufteilung
Aus praktischen Gründen ist es üblich, für Adressen anstelle der dezimalen Notation die hexadezimale zu verwenden. Dieser wird zur besseren Unterscheidbarkeit üblicherweise ein $-Symbol vorangestellt. Den Adressen von 0 bis 65535 in dezimaler Notation entsprechen im hexadezimalen System die Adressen $0000 bis $FFFF.
Die Register der Spezialbausteine und der Steckkarten des Super-Expanders befinden sich innerhalb eines von $0000 bis $00FF reichenden Segmentes, unmittelbar gefolgt vom Festwertspeicher mit BASIC-Interpreter und dem Betriebssystem ($0100 bis $7FFF). Beim SV-318 besteht dieser Festwertspeicher aus vier EPROMs mit einer Kapazität von je 8 KB, das revisionierte Modell SVI-318 MKII beinhaltet dagegen zwei ROM-Bausteine à 16 KB. Der Bereich von $8000 bis $BFFF ist für Steckmodule und später nachzurüstenden Arbeitsspeicher vorgesehen, $C000 bis $FFFF werden durch das ab Werk eingebaute RAM in Höhe von 16 KB belegt. Letzterer dient jedoch ab Adresse $F500 als Zwischenspeicher für das Betriebssystem und den BASIC-Interpreter, steht dem Benutzer daher nie in voller Größe zur Verfügung.

### Grafik
Die Verarbeitung der vom Benutzer oder der Systemsoftware vorgegebenen Grafikdaten und deren Einspeisung in den HF-Modulator übernimmt ein spezieller programmierbarer Schaltkreis von Texas Instruments. Die verschiedenen Bildschirmnormen werden dabei durch entsprechend angepasste Versionen dieses hochintegrierten (LSI) Grafikprozessors realisiert: Bilddaten für NTSC-Fernseher erzeugt der Typ TMS9918A, die Ausgabe an NTSC-Computermonitoren übernimmt das Modell TMS9928A, zur Realisierung von PAL- und SECAM-Ausgabe wird die Version TMS9929A eingesetzt.

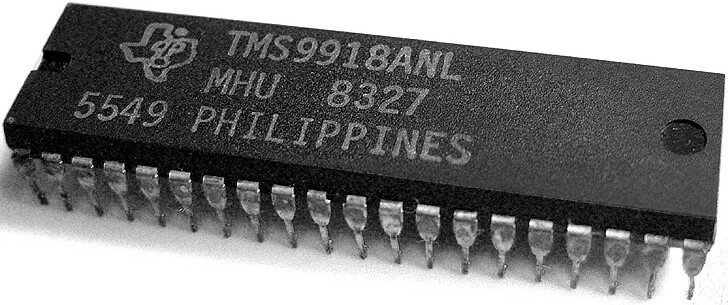
Grafikbaustein TMS9918A

Der Grafikprozessor ermöglicht für 192 Bildzeilen jeweils die Ausgabe von 320 Punkten. Für eine effiziente Erzeugung der Bildinhalte kann er auf einen eigens für ihn reservierten Teil des gesamten Arbeitsspeichers mit einer Kapazität von 16 KB, das sogenannte Video-RAM (kurz VRAM), zurückgreifen. Die zu verarbeitenden Grafikdaten werden darin zuvor mithilfe der CPU hinterlegt, wobei der Grafikprozessor als datenübermittelnde Schnittstelle dient. Der eigentliche Bildaufbau geschieht danach autonom, wodurch die CPU während dieser Phase weitere Programme abzuarbeiten in der Lage ist. Auch wenn der Bildaufbau unabhängig von der CPU realisiert wird, so kann diese dennoch zu bestimmten Zeitpunkten eingreifen und dem Grafikprozessor Änderungen an den Bilddaten des aktuell bearbeiteten Bildpunktes übermitteln.
Die im VRAM hinterlegten Daten werden je nach Arbeitsmodus des Grafikprozessors verschieden interpretiert und damit verschieden dargestellt. Im Textmodus lassen sich so 40 × 24 Zeichen mit einer Größe von jeweils 8 × 6 Bildpunkten auf den Bildschirm bringen. Bei den hochauflösenden Grafikstufen I und II wird die Bildschirmdarstellungsfläche aus technischen Gründen in 768 verschiedene jeweils 8 × 8 Bildpunkte umfassende Areale unterteilt, innerhalb derer bestimmte Zeichenmuster (englisch patterns) und Farbkombinationen für die gesetzten Bildpunkte möglich sind. Die speichersparende Grafikstufe I erlaubt in einem solchen Areal die Verwendung von lediglich zwei der maximal 16 möglichen Farben. Hinzu kommt, dass die 768 Areale nur durch höchstens 256 voneinander verschiedene Zeichenmuster belegbar sind. Die ressourcenintensive Grafikstufe II erlaubt dagegen pro Areal die gleichzeitige Nutzung aller 16 möglichen Farben bei einer Farbauflösung von 8 × 1 Bildpunkten, d. h. pro Bildzeile eines Areals ist höchstens eine vom Hintergrund verschiedene Farbe darstellbar. Im Gegensatz zu Grafikstufe I kann jedem der 768 Areale ein separates Zeichenmuster zugeordnet werden, wodurch sich Grafikstufe II zum Darstellen hochaufgelöster Rastergrafik eignet. Eine weitere Grafikstufe ist die mit 64 × 48 Pixeln zwar weniger hoch aufgelöste Vielfarbgrafik, deren 4 × 4 Bildpunkte messende Pixel dafür aber keinen Beschränkungen bei der Farbauswahl unterliegen.
Zusätzlich zu den Grafikdaten lassen sich 32 unabhängige und ebenfalls im VRAM zu hinterlegende Grafikobjekte, die Sprites, darstellen. Allerdings sind pro Bildschirmzeile höchstens vier Sprites gleichzeitig möglich. Für die stets einfarbigen Sprites sind dabei Abmessungen von 8 × 8, 16 × 16 und 32 × 32 Bildpunkten wählbar. Während sie gemäß benutzerdefinierbaren Überlappungsregeln in das von der Grafikstufe erzeugte Hintergrundbild kopiert werden, erfolgt gleichzeitig eine Kollisionsprüfung. Dabei wird festgestellt, ob sich die Sprites untereinander oder bestimmte Teile des Hintergrundbildes am aktuell bearbeiteten Bildpunkt berühren. Diese Fähigkeiten wurden zur vereinfachten Erstellung von Spielen mit interagierenden Grafikobjekten und schnellem Spielgeschehen entwickelt. Im letzten Arbeitsgang wird aus den zusammengeführten Grafikdaten für den aktuell bearbeiteten Bildpunkt das eigentliche Videosignal erzeugt und in den HF-Modulator zur Ausgabe am angeschlossenen Fernseher eingespeist. Der Prozess wird solange wiederholt, bis alle Bildpunkte dargestellt worden sind.

### Ton, Ein- und Ausgabe, Schnittstellen
In einem weiteren hochintegrierten Baustein, dem AY-3-8910 von General Instrument, sind die Baugruppen zur Tonerzeugung und diverser anderer Funktionen wie etwa der Joystickabfrage und der Speicherverwaltung untergebracht. Insbesondere zur Tonerzeugung und -verfremdung stehen mannigfache Möglichkeiten zur Verfügung, die nach einer entsprechenden Initialisierung durch die CPU ohne deren weiteres Fortwirken völlig autonom umgesetzt und in den HF-Modulator eingespeist werden. Es stehen hierbei drei unabhängig voneinander agierende und frei programmierbare Tonkanäle mit jeweils acht Oktaven Stimmenumfang zur Verfügung. Pro Kanal werden zunächst auf digitalem Wege Rechteckschwingungen erzeugt und wahlweise mit Pseudozufallsrauschen kombiniert, um anschließend durch einen Umsetzer als analoges Signal mit zuvor wählbarer Amplitude und Hüllkurve ausgegeben zu werden.
Als Verbindungen zur Außenwelt dienen ein Erweiterungssteckplatz (herausgeführter Systembus) und ein Steckmodulschacht. Die Ansteuerung der an den Computer direkt anschließbaren Peripheriegeräte obliegt dem ebenfalls durch den Benutzer programmierbaren Ein-/Ausgabebaustein Intel 8255. Zu dessen Aufgabenbereich zählen die Tastaturabfrage, die Abfrage des optionalen Grafiktabletts und die Bereitstellung der Schnittstelle zum Ansteuern des Datenrekorders, die Abfrage der Paddles sowie des Joystick-Feuerknopfes. Der SV-318 verfügt über eine fünfpolige Buchse zum Anschluss des externen HF-Modulators, beim SVI-318 MKII mit eingebauten HF-Modulator findet sich eine Buchse zum Anschluss des Fernsehgerätes und zwei weitere Cinch-Buchsen für Audio- und Videosignal zum Betreiben eines entsprechenden Monitors.

## Erweiterungssysteme und Peripherie
Der Spectravideo SV-318 ist als modular ausbaubares System konzipiert worden, wobei ein separat zu erwerbender Bauelementeträger Steckplätze zum Anschluss externer Peripheriegeräte bereitstellt.

### Bauelementeträger

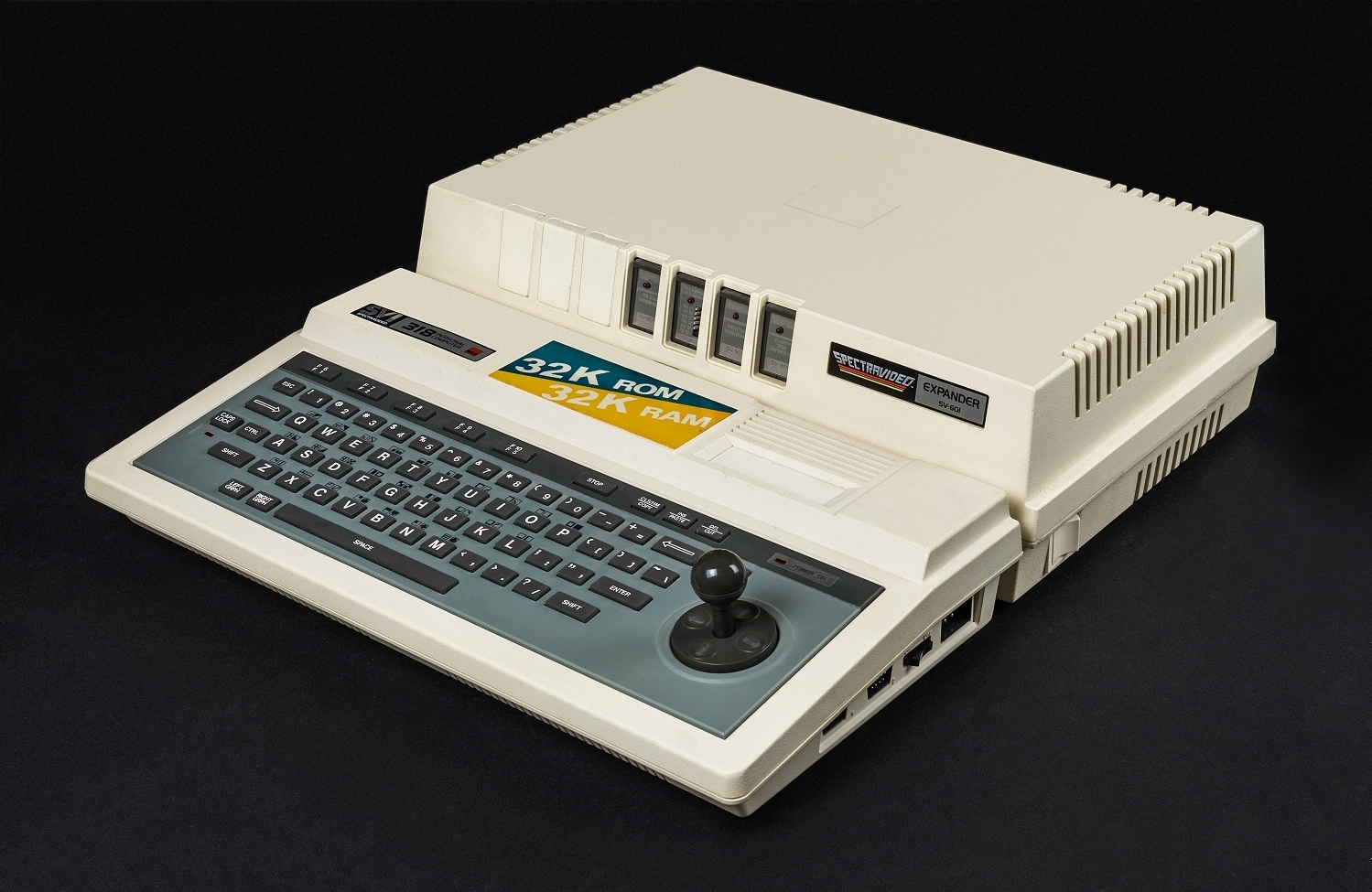
SVI-318 MK II mit Expander SV-601

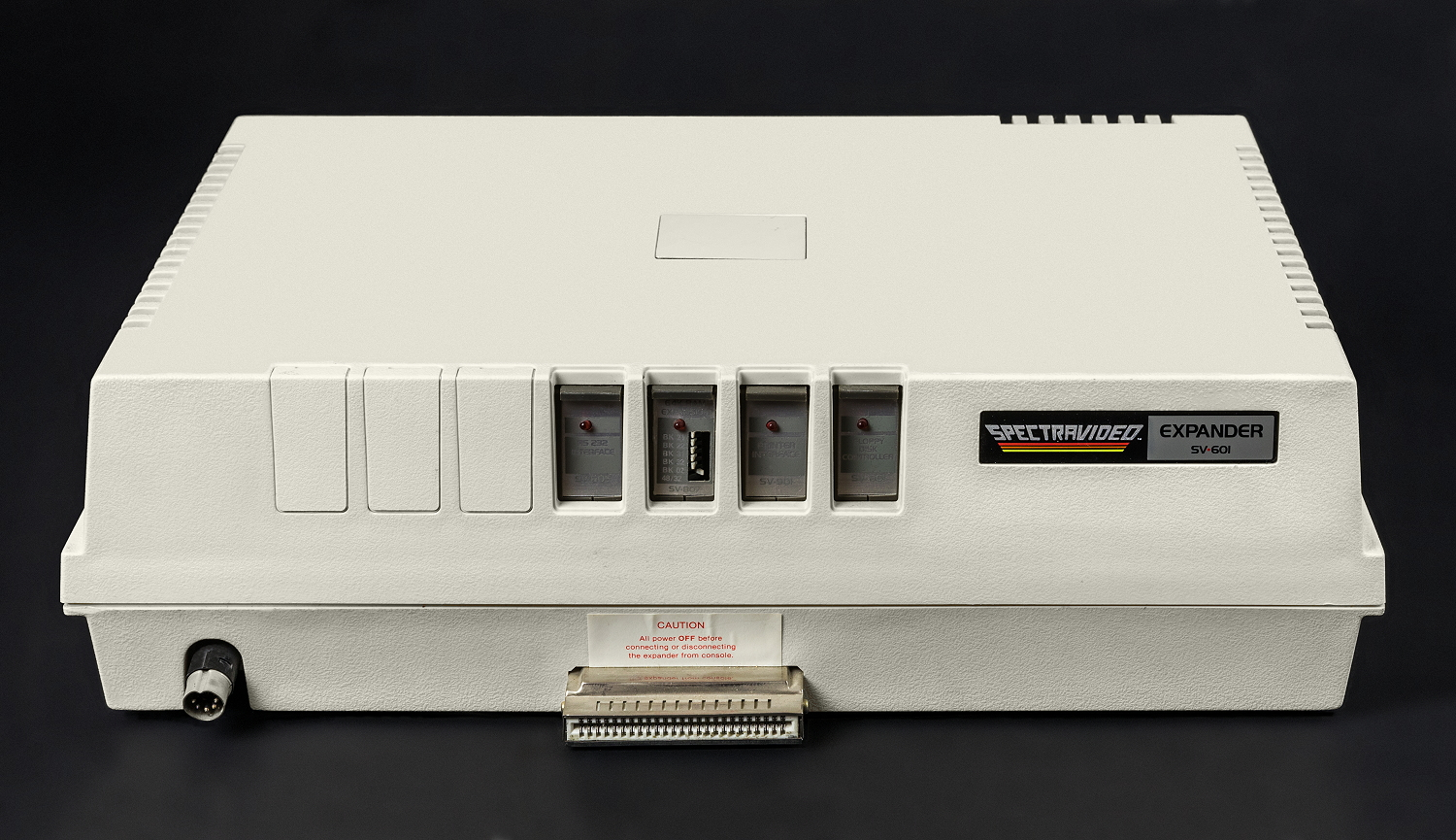
Expander SV-601 mit vier eingesteckten Erweiterungskarten

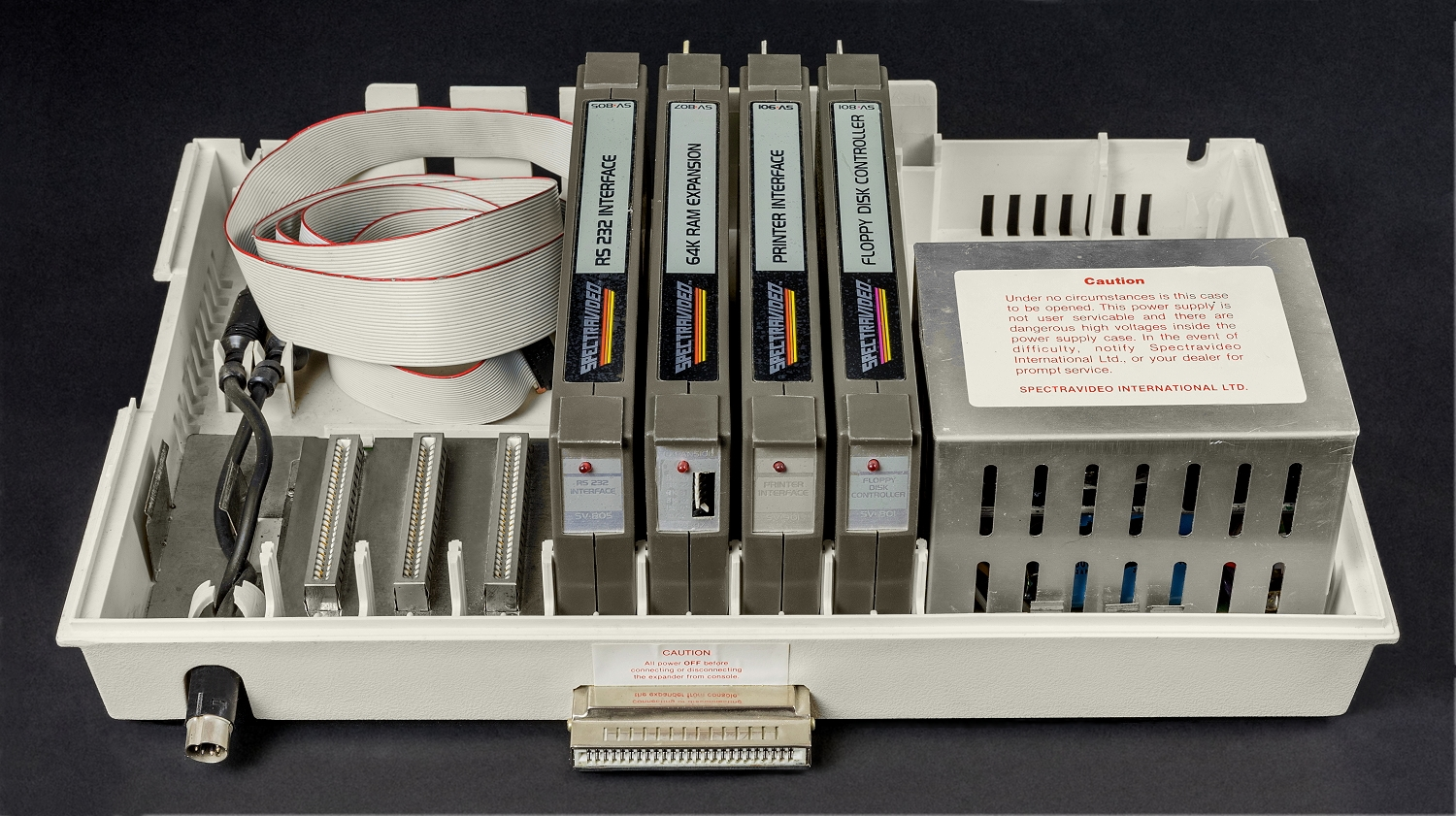
Expander SV-601 geöffnet, rechts das Netzteil

Zur Erweiterung kann je nach Anzahl der zu benutzenden Steckkarten entweder der preisgünstige Mini-Expander mit der Modellbezeichnung SV-602 mit nur einem Steckplatz oder der Super-Expander SV 601 mit sieben Steckplätzen zum Einsatz kommen. Zur Erweiterung des Spectravideo SVI-318 MKII lassen sich auch die überarbeiteten Modelle des Super-Expanders mit den Modellbezeichnungen SVI-605, SVI-605A und SVI-605B benutzen. Diese verfügen bereits über eine fest eingebaute Centronics- und Diskettenschnittstelle nebst bis zu zwei intern verbauten 5¼″-Laufwerksmechaniken. Das Modell SVI-605 wurde standardmäßig mit nur einem von zwei möglichen Diskettenlaufwerken ausgeliefert, SVI-605A und SVI-605B enthielten dagegen ab Werk jeweils zwei Laufwerksmechaniken. Daneben stellen diese drei Modelle jeweils vier weitere Steckplätze zur Verfügung.
Die Super-Expander aller Baureihen dienen durch ihre robuste Bauweise gleichzeitig als Untersatz für eine augenfreundliche erhöhte Positionierung von Bildgeräten, legen durch die feste Steckverbindung mit dem Computer aber auch einen häufig als zu gering empfundenen Abstand zum Bildgerät fest.

### Arbeitsspeicher
Die Aufrüstung der Computer mit Arbeitsspeicher geschieht durch externe Steckkarten mit 16 KB oder 64 KB RAM. Sie finden im anzuschließenden Expander-System Platz. Der Spectravideo SV-318 kann auf maximal 144 KB Arbeitsspeicher aufgerüstet werden.

### Massenspeicher
Bei Heimcomputern der frühen 1980er Jahre kamen als Massenspeicher hauptsächlich Kassettenrekorder und Diskettenlaufwerke, im professionellen Umfeld bei den Personalcomputern zunehmend auch Fest- und Wechselplattenlaufwerke zum Einsatz. Die in der Anschaffung günstigste Variante der Datenaufzeichnung durch Audiokassetten hat i. A. den Nachteil geringer Datenübertragungsraten und damit langer Ladezeiten, wohingegen die wesentlich schnelleren und verlässlicheren Disketten- und Plattenlaufwerke sehr viel teurer in der Anschaffung waren. Für den SV-318 war kurz nach Markteinführung neben der Datasette SV-903 auch ein passendes Diskettenlaufwerk erhältlich, die Floppy SV-902.

#### Datenrekorder SV-903 und SV-904

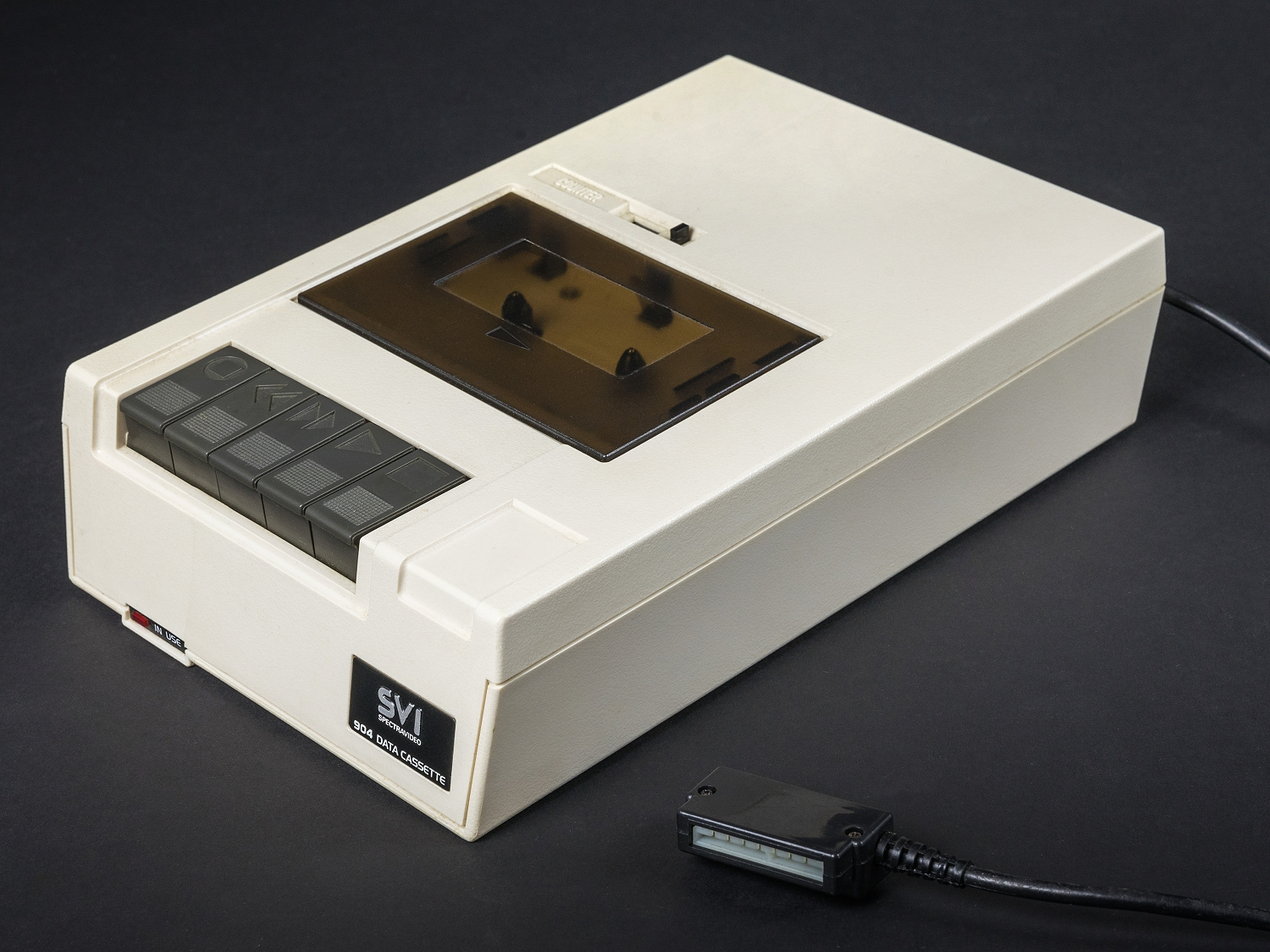
Datenrekorder SVI-904

Der SV-318 konnte bis zur Veröffentlichung des MSX-Erweiterungsmoduls SVI-606 nicht mit handelsüblichen Kassettenrekordern betrieben werden. Vielmehr wurden spezielle Datenrekorder benötigt, die an eine eigens dafür vorgesehene Buchse des SV-318 angeschlossen werden. Die leistungsfähigere der beiden Datenrekorder mit der Bezeichnung SV-903 verfügt im Gegensatz zum Einsteigermodell SV-904 über einen Stereo-Tonkopf und ein Mikrofon. Damit können beispielsweise während des Ladens von Programmen zuvor mit den Mikrofon aufgenommene Benutzungsanweisungen wiedergegeben werden. Die mittlere Datenübertragungsrate beider Datenrekordermodelle beträgt jeweils 1800 Bit/s, ein für damalige Verhältnisse hoher Wert (zum Vergleich: Atari 600 Bit/s, Commodore 300 Bit/s, Sinclair ZX Spectrum 1500 Bit/s).
Erst mit der 1985 erfolgten Einführung des MSX-Erweiterungsmoduls SVI-606 und dazugehörigem Kassettenkabel SVI-208 war auch der Betrieb mit einem handelsüblichen Kassettenrekorder zum Laden von MSX-Software möglich.

#### Diskettenlaufwerk SV-902

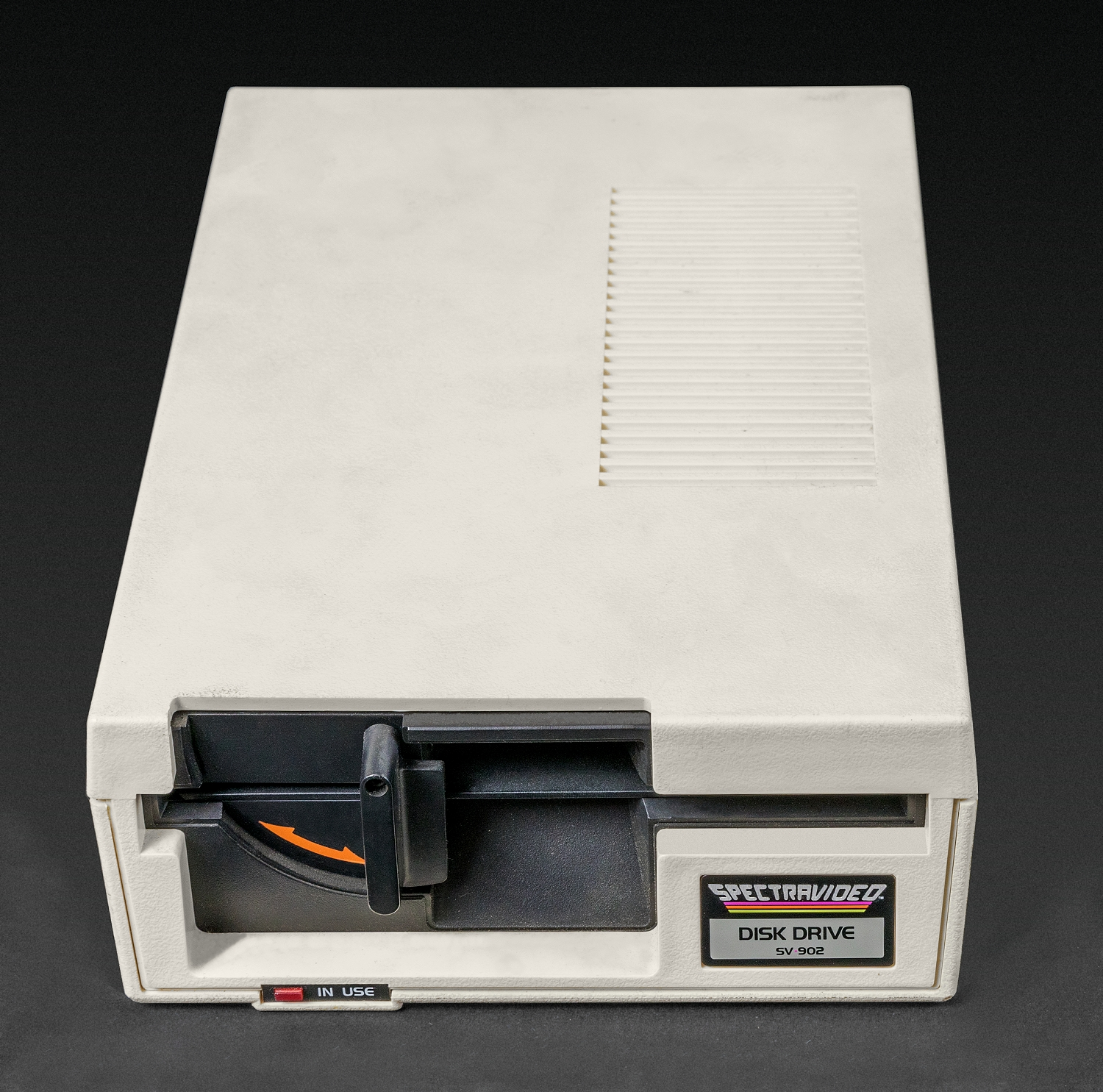
Diskettenlaufwerk SV-902

Zusammen mit den Datenrekordern SV-903 und SV-904 war kurz nach Markteinführung des SV-318 auch ein Diskettenlaufwerk erhältlich. Sein Einsatz erfordert entsprechende Ansteuerungselektronik und die Aufrüstung des Arbeitsspeichers des Computers. Weil diese Komponenten von Spectravideo nur über separate Steckkarten bereitgestellt wurden, ist der Einsatz des Super-Expanders SV-601 zum Betrieb von Diskettenlaufwerken unumgänglich. Er nimmt das Disketteninterface SV-801 für den gleichzeitigen Betrieb von bis zu zwei Diskettenlaufwerken und zusätzlichen Arbeitsspeicher auf. Die Größe des aufzurüstenden RAM muss dabei mindestens 32 KB betragen, was durch den Einsatz zweier Speicherkarten des Typs SV-803 à 16 KB oder einer einzelnen des Typs SV-807 mit 64 KB RAM möglich wird.
Mit dem Diskettenlaufwerk SV-902 können 5¼″-Disketten einseitig in doppelter Schreibdichte mit 18 Sektoren à 128 Bytes und 663 Sektoren à 256 Bytes beschrieben werden. Die dazu benötigten Programme werden durch das Diskettenbetriebssystem Disc BASIC bereitgestellt. Abzüglich von Systemdateien verbleiben pro Diskettenseite dann etwa 153 KB zum Abspeichern von Daten. Das Diskettenlaufwerk ermöglicht zudem die Verwendung von CP/M-basierten Disketten und eröffnet damit die Möglichkeit des Lesens und Verarbeitens von CP/M-Software für den SV-318.

#### Diskettenlaufwerke der Super-Expander SVI-605, SVI-605A und SVI-605B
Im Gegensatz zum Super-Expander SV-601 enthalten die für die zweite Baureihe (MKII) gedachten Super-Expander bereits die zum Betrieb von Diskettenlaufwerken benötigte Ansteuerungselektronik. Darüber hinaus verfügt das Modell SVI-605 über ein integriertes 5¼″-Laufwerk mit einer Speicherkapazität von etwa 160 KB, der SVI-605A über deren zwei. Beim SVI-605B sind ebenfalls zwei Laufwerke verbaut, deren Speicherkapazität jedoch bei jeweils 320 KB liegt.

### Tastatur und andere Eingabegeräte
Die Gummimembrantastatur des SV-318 verfügt über insgesamt 67 Weichgummitasten inklusive fünfer Funktionstasten und dreier Programmsteuertasten. Sie ist im Vergleich beispielsweise zum Konkurrenzcomputer Sinclair ZX Spectrum solider ausgelegt und die Tasten sind weniger dicht angeordnet, was dem Schreibkomfort zugutekommt. Letzteren soll auch die einer Schreibmaschine entsprechende Anordnung (QWERTY) der alphanumerischen Tasten erhöhen. Daneben verfügt der SV-318 über einen abgesetzten speziellen Cursortastenblock: Eine im Tastaturfeld befindliche Kippscheibe nebst Steuerknüppel vereinfacht die Bedienung beispielsweise im Bildschirmeditiermodus durch mögliche Diagonalbewegungen des Cursors. Entfernt man den abnehmbaren Joystick, lässt sich der Bildschirmcursor auch durch Druck auf die vier in die Scheibe eingelassenen Fingermulden steuern. Das Tastaturfeld des SV-318 ist weiß hinterlegt und der Steuerknüppel präsentiert sich in auffälligem Rot, beim später herausgebrachten SVI-318 MKII sind sämtliche Komponenten der Tastatur inklusive Joystick in grau gehalten.
Wie bei vielen anderen Konkurrenzmodellen auch können am SV-318 bis zu zwei Atari-kompatible Joysticks (D-Sub: zweireihig 9-polig) etwa zur Steuerung von Spielen angeschlossen werden. Geräte wie beispielsweise die Maltafel SVI-105 belegen ebenfalls die Joystickbuchsen. Die MSX- und ColecoVision-Adapter stellen jeweils zwei Buchsen für entsprechende MSX- und ColecoVision-Joysticks bereit.

### Ausgabegeräte
Die Bildausgabe erfolgt entweder an einem Monitor oder via HF-Modulator an einem handelsüblichen Fernsehgerät. Im Gegensatz zum späteren Modell SVI-318 MKII ist der Modulator des SV-318 nicht im Computer integriert, sondern extern, zwischen Rechner und Fernsehgerät, anzuschließen.

#### Drucker
Zur schriftlichen Fixierung von Text und Grafik dient der Nadeldrucker Spectravideo SV-901, dessen Betrieb wiederum eine entsprechende Steckkarte mit Ansteuerungselektronik und damit ein Erweiterungssystem voraussetzt. Der SV-901 ist eine speziell für Spectravideo angepasste Variante des Druckers Seikōsha GP-100A. Er erlaubt die zeilenweise Ausgabe von 80 Zeichen mit einer Geschwindigkeit von 50 Zeichen pro Sekunde.
Die Steckkarte SV-805 stellt die serielle Standardschnittstelle RS-232 nebst Buchse zum Anschluss von entsprechenden Druckern anderer Hersteller zur Verfügung.

#### 80-Zeichen-Karte SV-806
Für eine übersichtlichere und weniger ermüdende Anzeige der Bildinhalte auf einem vorzugsweise monochromen Monitor dient die 80-Zeichen-Karte SV-806. Sie verfügt über einen eigenen Grafikbaustein des Typs Motorola 6845 mit 2 KB Arbeitsspeicher (VRAM). Damit können 80 × 24 Zeichen auf dem Bildschirm dargestellt werden. Die Treiberprogramme zur Unterstützung des 80-Zeichen-Modus müssen zuvor von der Diskette geladen werden. Sie erfordern damit neben dem Super-Expander SV-601 auch ein Diskettenlaufwerk beziehungsweise einen der Super-Expander SVI-605, SVI-605A oder SVI-605B.

### Sonstige Erweiterungen
Neben dem Ausführen von eigens für den SV-318 geschriebenen Programmen kann auch Software von Fremdsystemen wie der ColecoVision-Spielekonsole und von MSX-Computern durch den Einsatz spezieller Adapter ausgeführt werden.

#### MSX-Adapter SVI-606

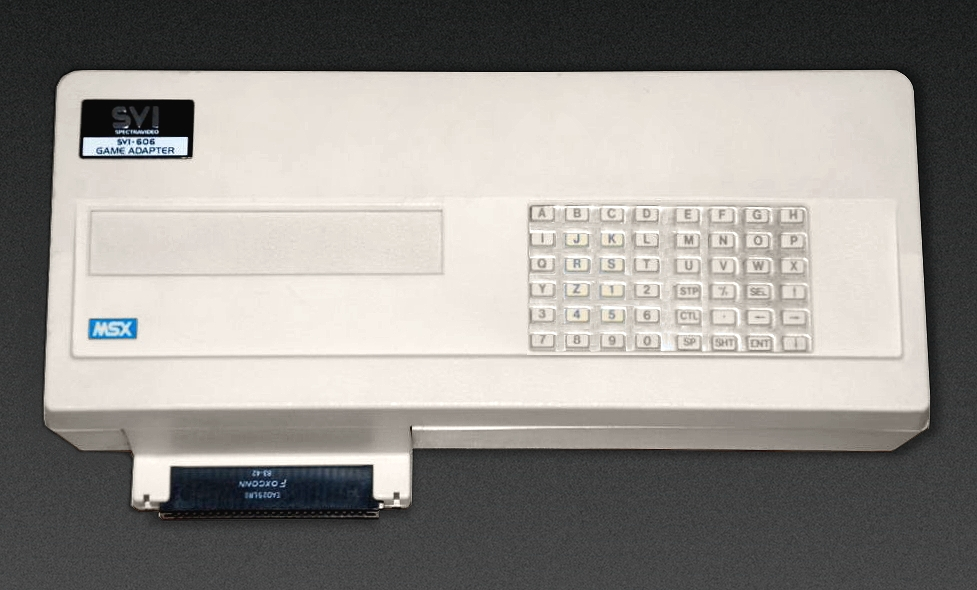
SVI-606 MSX-Adapter

Das Ausführen von MSX-Programmen erlaubt der ab 1985 erhältliche Adapter SVI-606, der ebenfalls am Expansionsport betrieben wird. Zum Laden der Programme verfügt er sowohl über einen Modulschacht als auch eine Buchse zum Anschluss eines Kassettenrekorders. Aufgrund der internen Konfiguration des Geräts sind dabei lediglich Programme, deren Länge 16 KB nicht überschreitet, ausführbar. Entsprechende Ladebefehle und Steuerungsanweisungen für die Software sind über die im Adapter verbaute Miniaturtastatur einzugeben. Ebenso stellt das Gerät zwei Buchsen zum Anschluss MSX-kompatibler Joysticks bereit.

#### ColecoVision-Adapter SV-603
Der 1983 herausgebrachte ColecoVision-Adapter mit der Modellbezeichnung SV-603 wird an den Expansionsport des Computers gesteckt und über seinen Modulschacht mit einem Steckmodul der ColecoVision-Spielkonsole bestückt. Nach dem Einschalten des Computers wird die im Adapter enthaltene Systemsoftware gestartet, womit das eingesteckte Spiel beziehungsweise das Coleco Expansion Module #2 zur Ausführung gebracht wird. Daneben sind im Adapter zwei Buchsen zum Anschluss spezieller Joysticks (Modelle SV-103 und SV-123) verbaut. Diese Joysticks enthalten neben dem eigentlichen Steuerknüppel ein den ColecoVision-Spielecontrollern nachempfundenes Tastenfeld. Sie waren in den USA und Großbritannien ausschließlich als Bündelangebot mit dem Adapter erhältlich.

## Software
Wie bei anderen Heimcomputern der 1980er Jahre auch erfolgte der Vertrieb kommerzieller Software auf verschiedenen Datenträgern. Die insbesondere bei Spieleherstellern beliebten preiswerten Kompaktkassetten waren durch die starke mechanische Beanspruchung des Magnetbandes allerdings sehr anfällig für Fehler und ihr Einsatz war oft mit langen Ladezeiten verbunden. Zudem sind mit Datenrekordern bestimmte Betriebsarten wie die beispielsweise zum Betrieb von Datenbanken vorteilhafte relative Adressierung nicht möglich. Bei den in der Herstellung vielfach teureren Steckmodulen dagegen standen die darin enthaltenen Programme sofort nach dem Einschalten des Computers zur Verfügung, was insbesondere bei Systemsoftware und oft genutzten Anwendungen von großem Vorteil war. Den besten Kompromiss zwischen Ladezeit, möglichen Betriebsarten, Verlässlichkeit und Speicherkapazität erzielten die Disketten, deren Verwendung bei Veröffentlichung des SV-318 durch das SV-902-Diskettenlaufwerk unterstützt wurde.
Die Programmpalette für den SV-318-Computer umfasste neben der von Spectravideo vertriebenen Auswahl kommerzieller Programme auch von Drittherstellern entwickelte und in Zeitschriften und Büchern publizierte Software (Listings) zum Abtippen. Die Auswahl an Software wird durch die beiden Adapter SV-603 und SVI-606 beträchtlich erhöht, erlaubt sie doch die Verwendung von weit verbreiteten ColecoVision- und MSX-Spielen. Für eine große Auswahl an Anwendungsprogrammen und Programmiersprachen sorgt in Verbindung mit einem Super-Expander und Diskettenlaufwerk(en) die Verwendbarkeit des CP/M-Betriebssystems.

### Systemprogramme und Spectravideo BASIC
Die Konfiguration und Initialisierung der SV-318-Hardware fällt in den Aufgabenbereich des im Festwertspeicher untergebrachten Betriebssystems. Das von Microsoft erstellte Spectravideo BASIC ermöglicht ein komfortables Arbeiten mit den Grafikfähigkeiten des Computers z. B. durch Funktionsbefehle zum Zeichnen geometrischer Objekte, zum Füllen von Flächen und zur Benutzung der Sprites. Im Gegensatz zu vielen anderen zeitgenössischen Heimcomputern wird zudem doppelte Genauigkeit bei Gleitkommazahlen unterstützt, was zu einer hohen Präzision, aber auch erhöhtem Speicherverbrauch bei arithmetischen Berechnungen führt. Im Auslieferungszustand des SV-318 sind lediglich 12,8 KB Arbeitsspeicher zur Programmierung mit dem BASIC nutzbar.
Für den Betrieb von Diskettensystemen sind weitere Systemprogramme wie etwa das von Spectravideo entwickelte Disk BASIC nötig. Auf der jedem Diskettenlaufwerk ab Werk beiliegenden BASIC Master Disk befinden sich dazu verschiedene Unterprogramme, die unter anderem BASIC-Befehle für alle notwendigen Diskettenoperationen bereitstellen. Allerdings ist es nicht möglich, die maximale Speicherkapazität der Diskettenlaufwerke des Superexpanders SVI-605B ohne Änderungen am Disk BASIC zu nutzen.
Neben Disk BASIC wurden die Diskettenlaufwerke von Spectravideo mit einem zweiten dazu inkompatiblen Betriebssystem ausgeliefert. Dieses vormals von DEC entwickelte CP/M wurde in den Versionen 2.20, 2.22 und 2.23 ausgeliefert. Es kann jedoch nur mit Rechnern betrieben werden, deren Arbeitsspeicher mindestens 64 KB umfasst. Das von der Diskette zu ladende CP/M ersetzt dabei bis auf einige wenige Unterprogramme das Spectravideo BASIC. Dazu wird nach dem Bootvorgang der Festwertspeicher durch Speicherbankumschaltung ausgeblendet und stattdessen Arbeitsspeicher in Höhe von 32 KB zum Laden von CP/M eingeblendet, wovon letzteres mindestens 20 KB belegt. Der restliche Arbeitsspeicher steht dem Benutzer beziehungsweise CP/M-basierten Programmen zur Verfügung. Die verschiedenen mitgelieferten Versionen von CP/M unterscheiden sich lediglich dadurch, welche Hardware (80-Zeichen-Karte, RS-232-Schnittstelle, Eigenheiten der Laufwerksmechaniken, zusätzliches Bildgerät) sie am Spectravideo-Computer unterstützen. Im Sinne einer bequemeren Handhabbarkeit von CP/M wird der Einsatz von zwei Diskettenlaufwerken und der 80-Zeichen-Karte empfohlen.

### Programmiersprachen und Anwendungsprogramme
Für den SV-318 existieren nur wenige Anwendungsprogramme, die hauptsächlich von Spectravideo stammen. Darüber hinaus erschließt der Einsatz von CP/M eine umfangreiche Bibliothek an Anwendungsprogrammen und Programmiersprachen wie beispielsweise Turbo Pascal.

### Spiele
Den Großteil der für den Spectravideo SV-318 erhältlichen Software machen die Spiele aus. Hierbei existieren kommerzielle Publikationen sowohl von Spectravideo als auch von Drittherstellern. Der Umfang der fast ausschließlich auf Kompaktkassette und Steckmodul veröffentlichten Titel hält sich im Vergleich zu anderen zeitgenössischen Heimcomputersystemen in Grenzen. Eine weitere größere Anzahl von Steckmodul-basierten Spielen stehen durch Verwendung des ColecoVision- und MSX-Adapters zur Verfügung.

## Emulation
Nach dem Ende der Heimcomputerära Anfang der 1990er Jahre und mit dem Aufkommen leistungsfähiger und erschwinglicher Rechentechnik Ende der 1990er Jahre wurden von engagierten Enthusiasten verstärkt Programme zum Emulieren von Heimcomputern und deren Peripheriegeräten entwickelt. Zum Spielen alter Klassiker verschiedenster Heimcomputersysteme reichte mithilfe der Emulatoren ein einzelnes modernes System mit Datenabbildern („Images“) der entsprechenden Heimcomputerprogramme. Das Aufkommen der Emulatoren setzte damit u. a. ein verstärktes Transferieren von sonst möglicherweise verloren gegangener Software auf moderne Speichermedien in Gang, womit ein wichtiger Beitrag zur Bewahrung digitaler Kultur geleistet wird.
Zum Emulieren von Spectravideo SV-318 und SVI-318 MKII dient das Programm BlueMSX.

## Rezeption

### Zeitgenössisch
Nach Erscheinen des SV-318 im Herbst 1983 fielen die Gutachten der internationalen Fachpresse in großer Übereinstimmung überwiegend positiv aus. Zu gefallen wussten die für den Verkaufspreis durchaus leistungsfähige Technik, die Erweiterbarkeit und die damit verbundenen vielseitigen Einsatzgebiete wie beispielsweise das CP/M-Betriebssystem mit seiner reichhaltigen Programmbibliothek. Daneben stieß die einfache Bedienung des Computers durch das Spectravideo BASIC auf großen Anklang, ebenso die angekündigten Adapter zum Ausführen von ColecoVision-Spielen und zur Implementierung des MSX-Standards. Getrübt wurde der positive Gesamteindruck dagegen von den als sehr schlecht und fehlerhaft eingeschätzten BASIC-Anleitungen, die keinerlei vertiefende Informationen bieten würden. Darüber hinaus sah man die Arbeit mit den Gummitasten bestenfalls als gewöhnungsbedürftig an. Das Konzept der Diagonalbewegungen des Cursors mithilfe des eingebauten Joysticks fand Gefallen, wurde aber als technisch schlecht umgesetzt eingestuft. Daneben bemängelten einzelne Rezensenten die Qualität des ausgegebenen Fernsehbildes, die wenig umfangreiche Softwarebibliothek und die zum Zeitpunkt der Begutachtung noch nicht erhältlichen Erweiterungsmöglichkeiten.

#### Englischsprachiger Raum
Die zusammenfassenden Beurteilungen der ersten Rezensionen in US-amerikanischen Computerzeitschriften reichen von zurückhaltend

“Considering the RF interference problems that at least early versions of the computer have, the poor and confusing quality of the BASIC manual, the lack of any sizable number of programs and the lack of peripheral interfaces for the computer, this reviewer has no choice but to recommend that you wait a while before buying this computer.”

„In Anbetracht der Bildstörungen, wie sie zumindest bei den frühen Computermodellen auftreten, der schlechten und verwirrenden BASIC-Anleitung sowie des Mangels an Programmen und Peripherie-Schnittstellen für den Computer bleibt dem Begutachtenden keine andere Wahl, als die Empfehlung auszusprechen, den Kauf erst einmal aufzuschieben.“

über wohlwollend

“The Spectravideo 318 is not perfect but absolutey terrific. Despite the major drawback of an uncomfortable keyboard and frustration of poor documentation, I am tempted to add it to my personal collection. … The SV 318 offers a lot of power for the price, and it deserves serious consideration from the personal computer consumer.”

„Wenn auch nicht perfekt, so ist der Spectravideo 318 doch ein fantastisches Gerät. Trotz der wenig komfortablen Tastatur und der frustrierend schlechten Anleitung bin ich versucht, ihn meiner persönlichen Sammlung hinzuzufügen. … Der SV 318 bietet viel Leistung für den Preis und eine Anschaffung sollte durchaus in Erwägung gezogen werden.“

“Nevertheless, at the suggested retail price of $299 for the basic SV-318, we agree with Spectra Video that this is a ‘computer system you’ll grow into, not out of.’”

„Nichtsdestotrotz auch angesichts des angekündigten Verkaufspreises von 299 US-Dollar handelt es sich um einen ‚Computer, in den man hinein- statt aus ihm herauswächst‘, womit wir Spectra Video recht geben.“

bis hin zu Lobpreisungen,

“For versatility, expandability and easy of use it’s one of the best of the so-called homecomputers that we’ve yet seen.”

„Was die Vielseitigkeit, Erweiterbarkeit und den einfachen Gebrauch betrifft, so handelt es sich um einen der besten uns bislang bekannten sogenannten Heimcomputer.“

die nur wenig später insbesondere um Kritik an den nach wie vor anhaltenden Lieferengpässen in Nordamerika ergänzt wurden:

“Once the demand has been created, there better be product available to satisfy it. This means widespread distribution and adequate stocks of product. Nothing is worse than telling a customer whose pen is poised above his checkbook that machines aren’t expected in until next quarter. That’s what happened to SpectraVideo – they did everything right except get product on dealer shelves.”

„Wenn man schon die Nachfrage erhöht, dann sollte das Produkt besser auch erhältlich sein, um sie zu befriedigen. Das betrifft sowohl den weitreichenden Vertrieb als auch ausreichende Lagerbestände. Nichts ist schlimmer, als einem Kunden, der bereits sein Scheckbuch gezückt hat, auf das nächste Quartal vertrösten zu müssen. So geschehen mit Spectravideo, die bislang alles richtig gemacht haben – außer ihr Produkt auch tatsächlich in die Regale zu bringen.“

“We never saw this computer in any store and we don’t know anybody who owned one. But they advertized like crazy in computer magazines and even hired Roger Moore to pose in their ads.”

„Wir haben diesen Computer nie in irgendeinem Laden gesehen und kennen auch niemanden, der je einen besaß. Und das, obwohl sie [Spectravideo] wie verrückt Werbung machten und sogar Roger Moore als Werbeträger für ihre Anzeigen engagierten.“

In den außeramerikanischen englischsprachigen Märkten neigte man großteils zu guten Bewertungen

“Reviewer’s ratings: Out of 5. Documentation 3, ease of use 5, language 5, expansion 4, value for money 4.”

„Wertungsspiegel (Höchstbewertung 5): Dokumentation 3, Bedienbarkeit 5, Programmiersprache 5, Erweiterbarkeit 4, Preis-Leistungs-Verhältnis 4.“

und Kaufempfehlungen:

“In conclusion, and with severe reservations about the manual, I can only say that the machine can do wonders for BASIC programmer and games players alike. The price is perhaps on the high side, but nevertheless this machine deserves a large share of the market.”

„Zusammenfassend und unter Vorbehalt gegenüber der Anleitung bleibt mir nur zu sagen, dass das Gerät Wunder für BASIC-Programmierer und Spieler gleichermaßen vollbringen kann. Der Preis ist vielleicht etwas hoch, aber trotzdem verdient das Gerät einen großen Marktanteil.“

#### Deutschsprachiger Raum
Die deutsche Presse hob insbesondere die Ausbaufähigkeit und damit die vielfältige Einsetzbarkeit,

„Der SV-318 ist ein Rechner, der sich sowohl als eigenständiges Grundgerät sowie mit den verschiedenen Erweiterungen in vielen Bereichen einsetzen läßt.“

„Aus Hongkong kommt eine der interessantesten Neuheiten: der SPECTRAVIDEO SV-318; in Deutschland vertrieben von Bernd Jöllenbeck GmbH. … Dank sieben verschiedener Schnittstellen kann man den SV-318 praktisch unbegrenzt erweitern.“

„Der SV-318 war der erste Heimcomputer von Spectravideo und fiel durch seinen eingebauten, markanten, roten Joystick auf. … Man muss den Spectravideo-Computern bescheinigen, daß sie hervorragend verarbeitet sind, ein professionelles Aussehen haben, und vom Zubehör her zu den bestausgestatteten Heimcomputern gehören.“

nicht zuletzt auch für Büroanwendungen,

„Interessant ist der 318 vor allem wegen seiner Ausbaufähigkeit. Ist der Anwender bereit in den Super-Expander, das 64-KByte-RAM, die 80-Zeichen-Karte und ein Diskettenlaufwerk zu investieren, so läßt sich das System durchaus mit einem kleinen CP/M-Bürocomputer vergleichen.“

hervor. Negativ fielen den Testern vor allem die mangelhaften Dokumentationen, die schlechte Versorgung mit Software, eine fehlende standardmäßige Druckerschnittstelle, der Zwang zur Benutzung des Spectravideo-eigenen Datenrekorders und der teilweise hohe Preis für das Zubehör auf.

### Retrospektiv
Der SV-318 wird im Rückblick als erfolgreiches System eingestuft, wenn auch nur außerhalb Nordamerikas. Die Geräte seien dort besser vermarktet worden, wozu vor allem eine ausreichende Präsenz in den Verkaufseinrichtungen zählen würde. Die Computer hätten durch ihre herausragende Programmiersprache BASIC – für das unverständlicherweise nur ein kleiner Teil des Arbeitsspeichers nutzbar war – und die mannigfachen Erweiterungsfähigkeiten allerbeste Voraussetzungen gehabt, sich als „wundervolles System“ zu etablieren. Allerdings hätte sich der in Deutschland insbesondere im Vergleich zum Commodore 64 zu hohe Preis dabei als hinderlich erwiesen. Wenig hilfreich für die Verkäufe speziell in Großbritannien sei nach Meinung von Tony Smith vor allem die irreführende Werbung gewesen, die den Computer fälschlicherweise als zum MSX-Standard kompatibel darstellte und damit zu zahlreichen Stornierungen sich getäuscht sehender Händler führte,

“All well and good, except that Spectravideo’s machines were not fully compatible with the MSX specification. They had, after all, been devised before the MSX specification had been nailed down. When the news made it to the UK, an understandably peeved Tony Noble, head of computer dealer The Gamekeeper, the company retailing the bulk of Spectravideo imports, told PCN: ‘We nearly sent the whole lot back.’”

„Alles schön und gut, außer dass Spectravideos Geräte nicht vollständig kompatibel zum MSX-Standard waren. Man hatte sie nämlich geplant, noch bevor die MSX-Spezifikationen überhaupt festgelegt worden waren. Als diese Neuigkeiten in Großbritannien die Runde machten, bemerkte ein verständlicherweise verärgerter Tony Noble, Chef des Computerhändlers The Gamekeeper und Spectravideo-Hauptverkäufer, gegenüber der Zeitschrift Personal Computer News: ‚Wir haben fast die gesamte Lieferung zurückgehen lassen.‘“

woraufhin auch der offizielle britische Distributor CK Supplies vorgab, vom Hersteller nicht ausreichend informiert worden zu sein:

“Spectravideo’s UK distributor, Weston-Super-Mare based CK Supplies, grumbled that it had been ‘misinformed’ by the manufacturer, which, it said, had proclaimed full MSX compatibility in all of its adverts up to that point.”

„Spectravideos Distributor für Großbritannien, CK Supplies aus Weston-Super-Mare, räsonierte, dass sie vom Hersteller irregeführt worden seien, der bis dahin in Werbeanzeigen immer die vollständige MSX-Kompatibilität versprochen hätte.“

Als weiteres Hemmnis für eine erfolgreiche Verbreitung sieht Bill Loguidice mangelnde Bemühungen Spectravideos um ein reichhaltigeres Angebot an Software anderer Hersteller für die Geräte:

“Unfortunately, despite glowing reviews in magazines like Creative Computing and lots of advertising, Spectravideo just couldn’t achieve a foothold in the U.S. market, which was most likely a result of relying too much on independent distributors and first-party software development. Even after the company discontinued the SV-318 in early 1984 to focus on the SV-328 in conjunction with aggressive price drops and value-added bundles, the systems were never able to catch on.”

„Trotz begeisterten Besprechungen in Zeitschriften wie Creative Computing und viel Werbung konnte Spectravideo im US-amerikanischen Markt einfach nicht Fuß fassen, höchstwahrscheinlich deshalb, weil sie sich zu sehr auf unabhängige Vertriebspartner und ihre eigene Softwareentwicklung verlassen hatten. Selbst nachdem die Firma Anfang 1984 den SV-318 zugunsten des fortan zu Kampfpreisen und in Bündelangeboten zu erwerbenden SV-328 einstellte, konnten sich die Spectravideo-Computersysteme nicht durchsetzen.“

Aufgrund der geringen Verbreitung und ihrer Bedeutung als Wegbereiter des MSX-Standards sind SV-318 und SVI-318 MKII in der heutigen Zeit gesuchte Sammlerstücke.